# Dumitru Pârvulescu
Dumitru Pârvulescu (Bucarest, Rumania, 14 de junio de 1933-9 de abril de 2007) fue un deportista rumano especialista en lucha grecorromana donde llegó a ser campeón olímpico en Roma 1960.

## Carrera deportiva

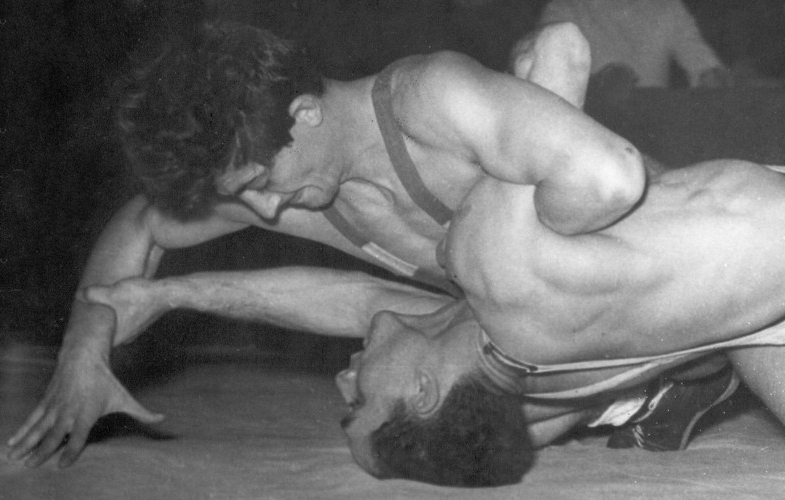
Dumitru Pârvulescu (arriba), 1960

En los Juegos Olímpicos de 1960 celebrados en Roma ganó la medalla de oro en lucha grecorromana estilo peso mosca, por delante del luchador egipcio Osman El-Sayed (plata) y del iraní Mohammad Paziraei (bronce). Cuatro años después, en las Olimpiadas de Tokio 1964 ganó el bronce en la misma categoría.